# Labastide-Saint-Pierre
Labastide-Saint-Pierre é uma comuna francesa na região administrativa da Occitânia, no departamento de Tarn-et-Garonne. Estende-se por uma área de 20.64 km², e possui 3.762 habitantes, segundo o censo de 2018, com uma densidade de 180 hab/km².